# Petrus Lotichius
Petrus Lotichius (I.), eigentlich Peter Lotz (* November 1501 in Niederzell bei Schlüchtern; † 23. Juni 1567 in Hanau), war Abt des Klosters Schlüchtern.

## Herkunft
Petrus Lotichius wurde als Sohn des Klosterbauern Hen Lotz des Älteren (* um 1470) geboren und änderte seinen Namen später, wie damals üblich, in die lateinische Form „Loticius“ um. 1548 änderte er ihn auf Rat von Philipp Melanchthon erneut in „Lotichius“. Viele Mitglieder seiner Familie behielten diese latinisierte Form bei, so auch seine Neffen
- Petrus Lotichius Secundus (1528–1560), der bedeutende neulateinische Dichter
- Christian Lotichius (ca. 1530–1568), Koadjutor des Klosters Schlüchtern
- Nikolaus Lotichius (* ca. 1520; † 13. Juli 1594), Pfarrer in Steinau[1]
- ebenso Großneffe Johann Peter Lotichius (1598–1669), ein deutscher Humanist, Mediziner, Poet und Historiograph

## Wirken
Als fahrender Schüler besuchte Peter Lotz unter anderem die „gemeine Schul“ in Leipzig und trat 1517 in das Benediktinerkloster Schlüchtern ein. Er wurde 1523 von Konrad II. von Thüngen, dem Bischof von Würzburg, zum Priester geweiht. 1525 musste der ganze Konvent vor aufständischen Bauern in die Untergrafschaft der Grafschaft Hanau-Münzenberg fliehen. Im gleichen Jahr wurde Lotichius Stadtpfarrer von Schlüchtern. Am 31. März 1534 wurde er zum Abt des Klosters gewählt und vom Bischof von Würzburg benediziert.

## Reformen
Als Abt wandelte Lotichius das Kloster ab 1540 in eine Bildungsstätte für kirchlichen Nachwuchs um. Daraus entwickelte sich in der Folge eine Lateinschule, die wiederum der Vorgänger des heutigen Ulrich-von-Hutten-Gymnasiums war. Vermittelt durch Michael Beuther, den Sohn eines Würzburgischen Beamten, kam Lotichius in Kontakt mit Philipp Melanchthon, mit dem er ein Leben lang verbunden blieb, der ihn hinsichtlich der Schule im Kloster Schlüchtern beriet und ihn auch besuchte. In einem weiteren Schritt entsandte er sieben seiner besten Schüler 1544 zum Studium der Theologie an die Philipps-Universität nach Marburg. In der Folge immatrikulierte er sich dort selbst. Dort schloss er Freundschaften mit mehreren Professoren, so dem calvinistischen Theologen Andreas Hyperius, mit dem er einen regen Briefwechsel führte.
1543 erließ Lotichius eine Reformordnung für das Kloster und die Seelsorge im Bereich Schlüchtern. Diese Reformordnung war orientiert an der Reformordnung des Fuldaer Abtes Philipp Schenk zu Schweinsberg aus dem Jahr 1542. Beide Reformordnungen entstanden unter dem Einfluss des Theologen Georg Witzel, der Berater des Fuldaer Abtes war.
Die maßgeblichen Teile der Reform im Kloster Schlüchtern waren Gebrauch der deutschen Sprache in der Messfeier, Gestattung des Laienkelches, Konzentration von Predigt und Spiritualität auf die Bibel, Tolerierung der Eheschließung von Priestern und Beförderung der theologischen Bildung im Geist des Humanismus.
Entgegen der landläufig vertretenen Meinung bedeutete dies nicht die förmliche Einführung der Reformation im Kloster Schlüchtern, denn Lotichius nahm nicht das lutherische Bekenntnis an. Daher muss man Lotichius nicht als Reformator im Sinne des Übertritts zum protestantischen Glauben sehen, sondern vielmehr als Vertreter des Reformkatholizismus der damaligen Zeit.
Lotichius zeigte seine Reformordnung dem Bischof von Würzburg an, zu dessen Bistum das Kloster Schlüchtern gehörte. Zunächst scheint das Hochstift Würzburg nicht auf die Reformen in Schlüchtern reagiert zu haben. Als Lotichius allerdings eigenständig Ordinationen durchführte, reagierte Würzburg mit der Exkommunikation. Die Exkommunikation wurde 1548 wieder aufgehoben, nachdem Lotichius sich in Würzburg des Irrtums bei den Ordinationen schuldig bekannt hatte. Die Beziehungen Lotichius’ zum Hochstift Würzburg waren in der Folge weiterhin gut.
Nach dem Tod des Fuldaer Abtes und dem Weggang von Georg Witzel aus Fulda sowie den Beschlüssen des Trienter Konzils (die keine der von Lotichius intendierten Reformen aufnahmen) näherte sich Lotichius lutherisch gesinnten Kreisen weiter an, blieb aber dem katholischen Bekenntnis und seinem Mönchsgelübde bis zu seinem Tod treu.
Lotichius’ Reformen von 1543 wurden im Nachhinein aus unterschiedlichen Gründen als Reformation im Sinne des Übertritts zum protestantischen Lager gewertet oder auch nicht. Insbesondere der Konflikt zwischen der Landesherrschaft Hanau und dem Hochstift Würzburg über die Zugehörigkeit des Klosters Schlüchtern spielte hier eine gewichtige Rolle. Nach einem langwierigen Prozess vor dem Reichskammergericht musste Hanau 1628 das Kloster an Würzburg restituieren. Das bestätigt implizit auch die Sicht, dass Lotichius nicht zum lutherischen Bekenntnis übergetreten ist.
Seit 1563 war Lotichius’ Neffe, Christian Lotichius, sein Koadjutor, und Petrus Lotichius verzichtete zwei Jahre später auf das Amt des Abtes.

## Tod
Petrus Lotichius starb am 23. Juni 1567 in Hanau und wurde zwei Tage später in der Klosterkirche in Schlüchtern begraben. Während der Besetzung des Klosters durch den Bischof von Würzburg im Dreißigjährigen Krieg wurde sein Grabstein zerschlagen, die erhaltenen, zusammengesetzten Bruchstücke wurden in der Katharinenkapelle aufgestellt. Er zeigt den Abt stehend im Gelehrtengewand mit den Abzeichen der geistlichen Würde, die Hände fassen das Neue Testament. Auf dem Sockel steht in Lateinisch: „Dieser Stein zeigt das Bild des berühmten Lotichius, der zuerst die reine Lehre in dieser Kirche einführte. Fromm hat er sein am Ziel angelangtes Leben beschlossen“.

## Gedenken
Die evangelische Petrus-Lotichius-Kirche in Niederzell ist nach ihm benannt.
Auch die Lotichiusstraße in Schlüchtern ist nach ihm bzw. seinem latinisierten Familiennamen benannt.